# Cyliocyrtus ocreatus
Cyliocyrtus ocreatus är en mångfotingart som först beskrevs av Loomis 1934.  Cyliocyrtus ocreatus ingår i släktet Cyliocyrtus och familjen Cyrtodesmidae. Inga underarter finns listade i Catalogue of Life.